# 巴特绍埃尔布鲁恩
巴特绍埃尔布鲁恩是奥地利布尔根兰州马特斯堡县的一个市镇。总面积2.35平方公里，总人口2148人，人口密度914.0人/平方公里（2012年）。